# Nikolaï Iliev
Nikolaï Iliev (né le 31 mars 1964 à Sofia) est un footballeur international bulgare (54 sélections, 5 buts) ayant évolué notamment au Levski Sofia et au Stade rennais.

## Carrière
- 1983-1989 : Levski Sofia -  Bulgarie
- 1989-1991 : Bologne FC -  Italie
- 1991-1992 : Hertha Berlin -  Allemagne
- 1992-1993 : Levski Sofia -  Bulgarie
- 1993-1995 : Stade rennais -  France